# Stará dáma která se procházela v moři
Stará dáma která se procházela v moři  (v originále La Vieille qui marchait dans la mer) je francouzsko-italský hraný film z roku 1991, který režíroval Laurent Heynemann podle stejnojmenného románu Frédérica Darda z roku 1988. Snímek měl světovou premiéru na Mezinárodním filmovém festivalu v Torontu dne 9. září 1991.

## Děj
Na Guadeloupe se Lady M. prochází podél moře, elegantně oblečená, nalíčená, se šperky spolu s mladým plážovým průvodcem Lambertem, o kterém se rozhodne, že ho získá. Spolu se svým starým společníkem Pompiliusem, bývalým rumunským diplomatem, ho seznámí s jejich oblíbenou zábavou - podvody. Lambert se k nim zdá být nadaný, protože jí ukradl šperk.
Obětí jejich vydírání se stane lyonský průmyslník Mazurier přistižený in flagranti. Když se pár rozhodne vrátit do své vily na Azurovém pobřeží, Lambert jde s nimi, což nelibě nese Pompilius, který se jen s obtížemi smiřuje, že ho Lambert nahradí. Lambert dostane za úkol ukrást luxusní diadém.

## Obsazení
| Jeanne Moreau   | Lady M.   |
| Michel Serrault | Pompilius |
| Luc Thuillier   | Lambert   |
| Géraldine Danon | Noémie    |
| Lara Guirao     | knihovník |
| Jean Bouchaud   | Mazurier  |

## Ocenění
- César: nejlepší herečka (Jeanne Moreau)